# Karosa

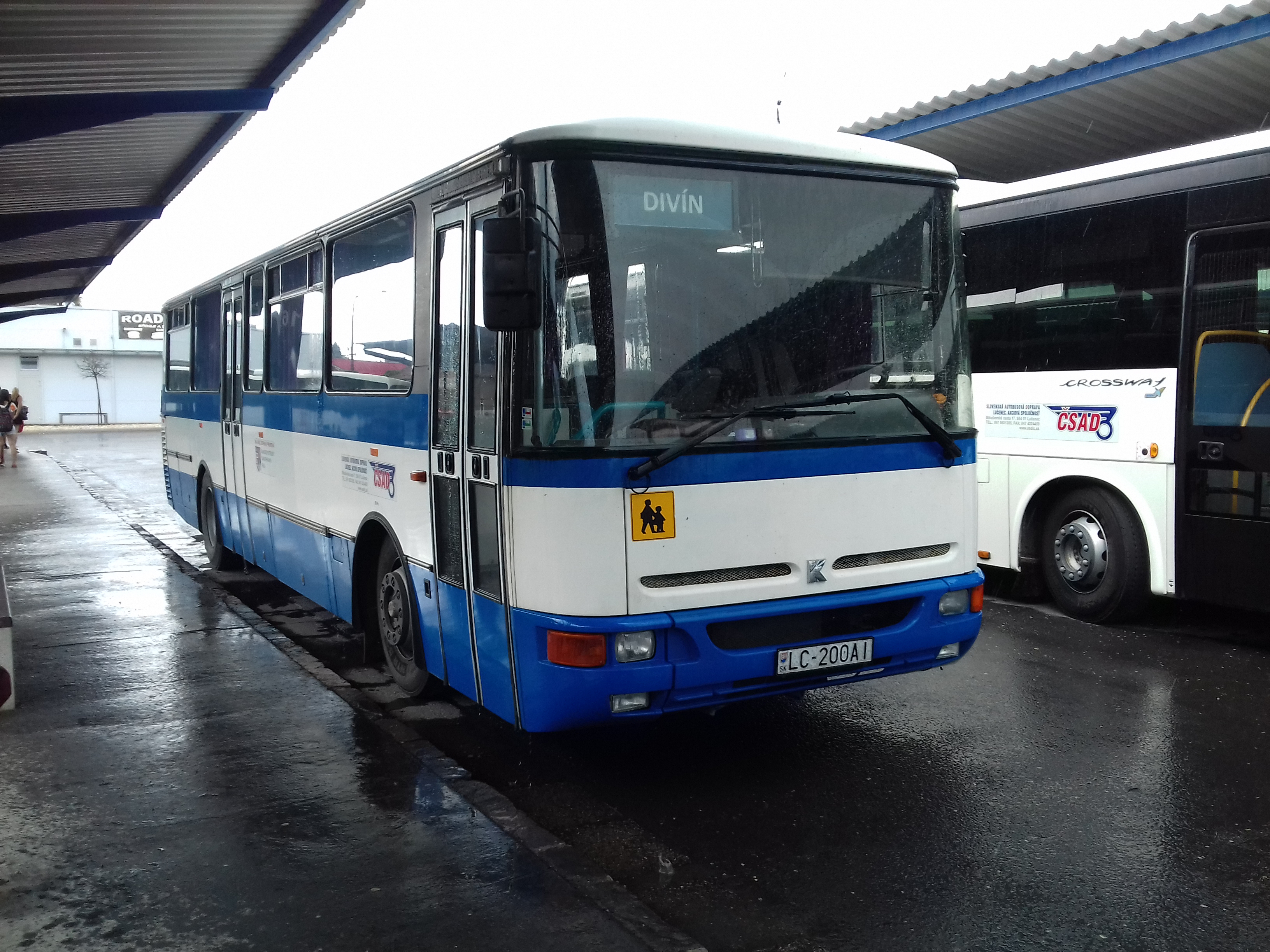

A Karosa a.s (Továrna na Kočáry, Automobily, Rotory, Obráběcí stroje, Sekací stroje a Autobusy; magyarul: Hintó-, autó-, forgórész-, szerszámgép-, kasza- és autóbuszgyár) egykori cseh autóbuszgyártó cég. A Karosa volt Csehszlovákia legnagyobb buszgyára, ám a rendszerváltás után gyorsan hanyatlásnak indult. 1994-ben a céget felvásárolta a Renault, és Vysoké Mýtóban Renault Citybus és Agora buszokat szereltek össze. 1999-ben a Karosa a Renault és az Iveco által közösen alapított Irisbus-csoport tagja lett, a cég többségi tulajdonosa ekkor az Iveco volt. 2006 végén az Iveco teljes egészében felvásárolta a Karosát, és 2007-től Iveco Bus néven saját buszait szereli össze Vysoké Mýtóban.

## Történelem
Josef Sodomka 1896-ban alapította meg az első kelet-csehországi kocsigyártó vállalatot, a Sodomkát. Eleinte lovaskocsik gyártásával foglalkoztak. 1925-től készítette autókarosszériákat  a Laurin & Klement, a Škoda, az Aero, a Praga, a Tatra, a Duesenberg és Mercedes autógyártók számára. Még Edvard Beneš akkori csehszlovák elnöknek is készítettek elnöki személyautót. 1948-ban a cég államosításra került (ekkor Oldřich Uhlík néven futott). A kommunista rendszer legfelsőbb utasítására a Karosa lehetett az egyetlen cég, amely buszokat gyárthatott.
Az 1950-es évek végén Karosa elkezdte előállítani a városi buszok első ismert, népszerű modelljeit, például a 706-os RTO-t (ennek a modellnek azonban a Karosa csak a karosszériáját építette), amelyet számos nemzetközi kiállításon (pl. Expo 58 in Brussels 1958-ban) is bemutattak. Ezt a buszt ezután módosították annak érdekében, hogy bemutatkozhasson a helyközi közlekedésben, és még bemutattak egy csuklós változatot is, amely viszont nem került sorozatgyártásra. A 706-os RTO-t 1964-ben váltotta fel az Š sorozat, amely trolibuszként is épült. A ma is használt üzem 1972-ben épült. 1981-ben Karosa bemutatta az új 700-as sorozatot.
1989-ben, a totalitárius rezsim bukása után, a Karosának alkalmazkodnia kellett a hatalmas társadalmi-gazdasági változásokhoz, és a buszai elmaradottak lettek. Termelése, amely évente 4000 busz volt, mindössze 1000-re csökkent. A Karosa továbbra is képes volt a termelés folytatására, elsősorban a francia Renault vállalat külföldi befektetései miatt. A Karosát teljesen modernizálni kellett, mind a gyártó cégnél, mind a buszok teljes átalakításánál.
1994-ben a Karosát megvásárolta a Renault. 1995-ben megkezdődött az új Karosa 900 sorozat gyártása, amely a 700-as sorozat újratervezése volt. 1999-ben a Karosa a páneurópai befektetési társaság, az Irisbus részévé vált, amelyet a Renault és olasz partnere, az Iveco alapított. Az Iveco 2003-ban átvette az Irisbus egészét. A Karosa Vysoké Mýtó-i üzemében gyártott buszokat Franciaországban, Olaszországban, Németországban, Finnországban, Svájcban, a Benelux államokban, Oroszországban és még olyan országokban is értékesítették, mint a karibi Guadeloupe, a Réunion az Indiai-óceánon, Bejrút és Egyiptom.

## Autóbusz-típusok
1981-től kezdődött a 700-as sorozat gyártása, amely az 1989 és 1994 közötti időszakot leszámítva 1997-ig tartott. Innentől kezdve a Karosa már csak a modernizált 900-as sorozatot gyártotta 2006-ig

### Városi sorozat
A félkövérrel írt típusok csuklós buszok.
- B 732
- B 741
- B 831
- B 931
- B 932
- B 941
- B 951
- B 952
- B 961

### Helyközi sorozat
A félkövérrel írt típusok csuklós buszok.
- C 734
- C 735
- C 744
- C 934
- C 935
- C 943
- C 954
- C 955
- C 956 Axer
- Récréo

### Távolsági sorozat
- GT 11
- HD 12
- LC 735
- LC 736
- LC 936
- LC 956